# Convento jurídico hispalense

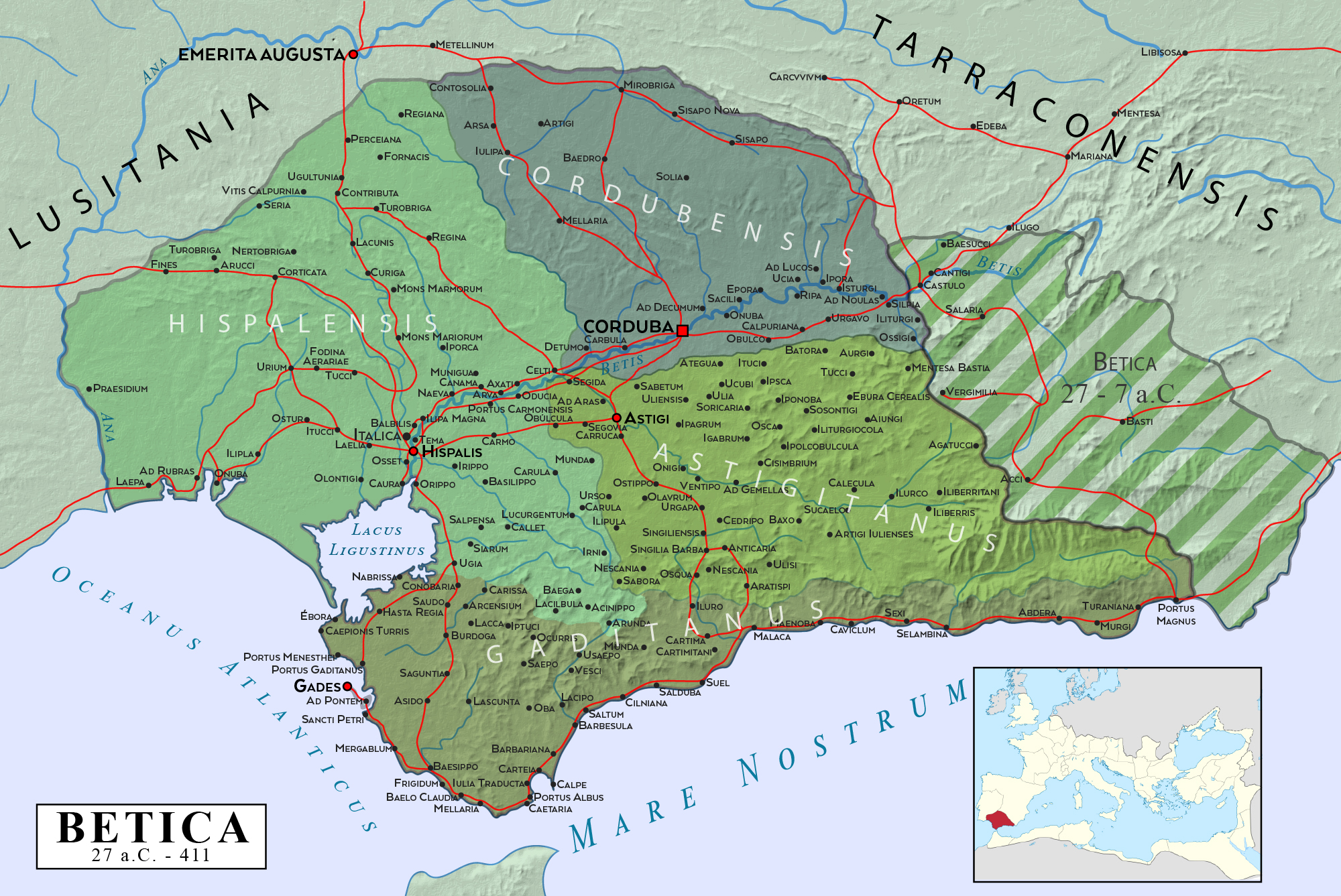
Provincia Bética romana del año 27 a. C. al 411.

El convento jurídico hispalense (en latín, conventus juridicus Hispalensis) eran los pueblos que, durante la Hispania romana, estuvieron administrados por Hispalis, dentro de la provincia de la Bética.
El convento hispalense cubría un área aproximada a las actuales provincias de Sevilla, menos la zona este, que pertenecía al conventus Astigitanus, Huelva, parte del sur de Badajoz y parte de la Serranía de Ronda.
Entre los núcleos de población más importantes destacan Itálica, Onuba, Carmo, Orippo o Arucci.